# Síndrome de disgenesia testicular
El síndrome de disgenesia testicular (SDT) es una enfermedad caracterizada por la presencia de signos como hipospadias, criptorquidia, semen de baja calidad y cáncer testicular. El concepto fue introducido por primera vez por Niels E. Skakkaebaek en un artículo de investigación junto con el departamento de Crecimiento y Reproducción de la Universidad de Copenhague con el objetivo de unificar bajo una misma entidad una serie de trastornos reproductivos.

## Presentación y diagnóstico

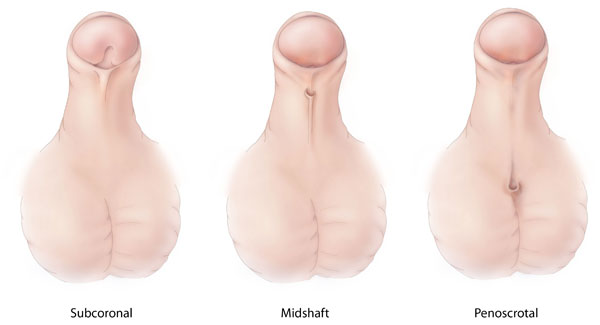
Hipospadias

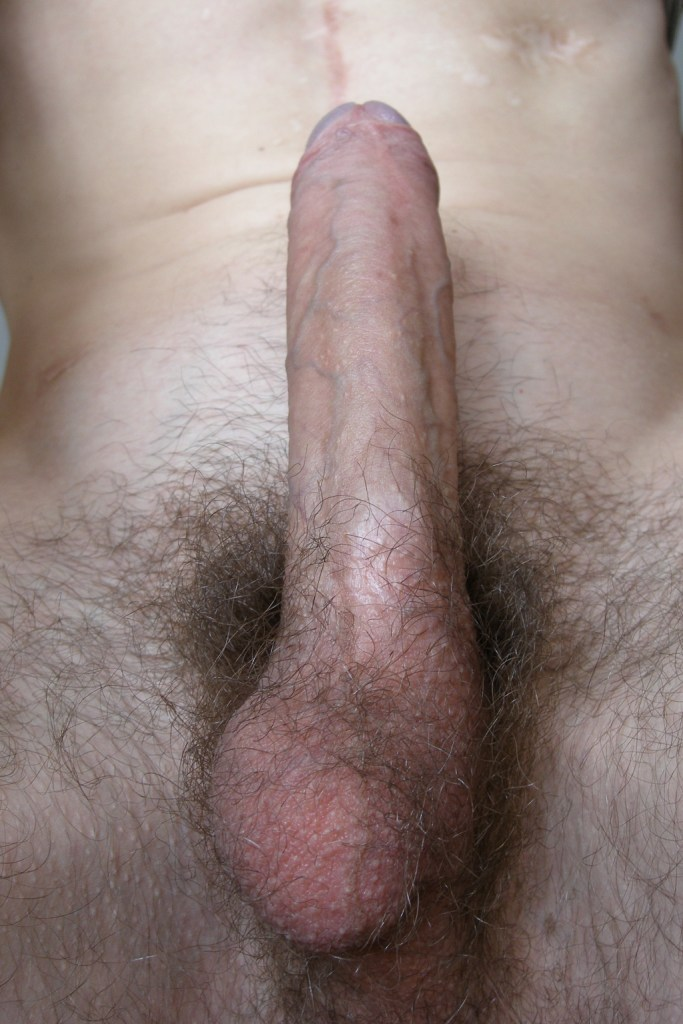
Criptorquidia - Se puede ver que falta un testículo.

### Hipospadias
La hipospadias se presenta como una localización anormal del meato urinario, que generalmente se encuentra en el extremo distal del pene. Se diagnostica generalmente al nacer por confirmación visual de los rasgos característicos de esta anomalía congénita. Además de una localización inusual de la ubicación del final de la uretra, el prepucio suele encontrarse incompleto. 

### Criptorquidia
El diagnóstico de criptorquidia se realiza mediante un examen físico cuando al bebé le falta uno o dos de sus testículos en el saco escrotal. Los factores de riesgo para la criptorquidia son:
- Historia familiar de la enfermedad
- Bajo peso al nacer
- Prematuridad

### Semen de baja calidad

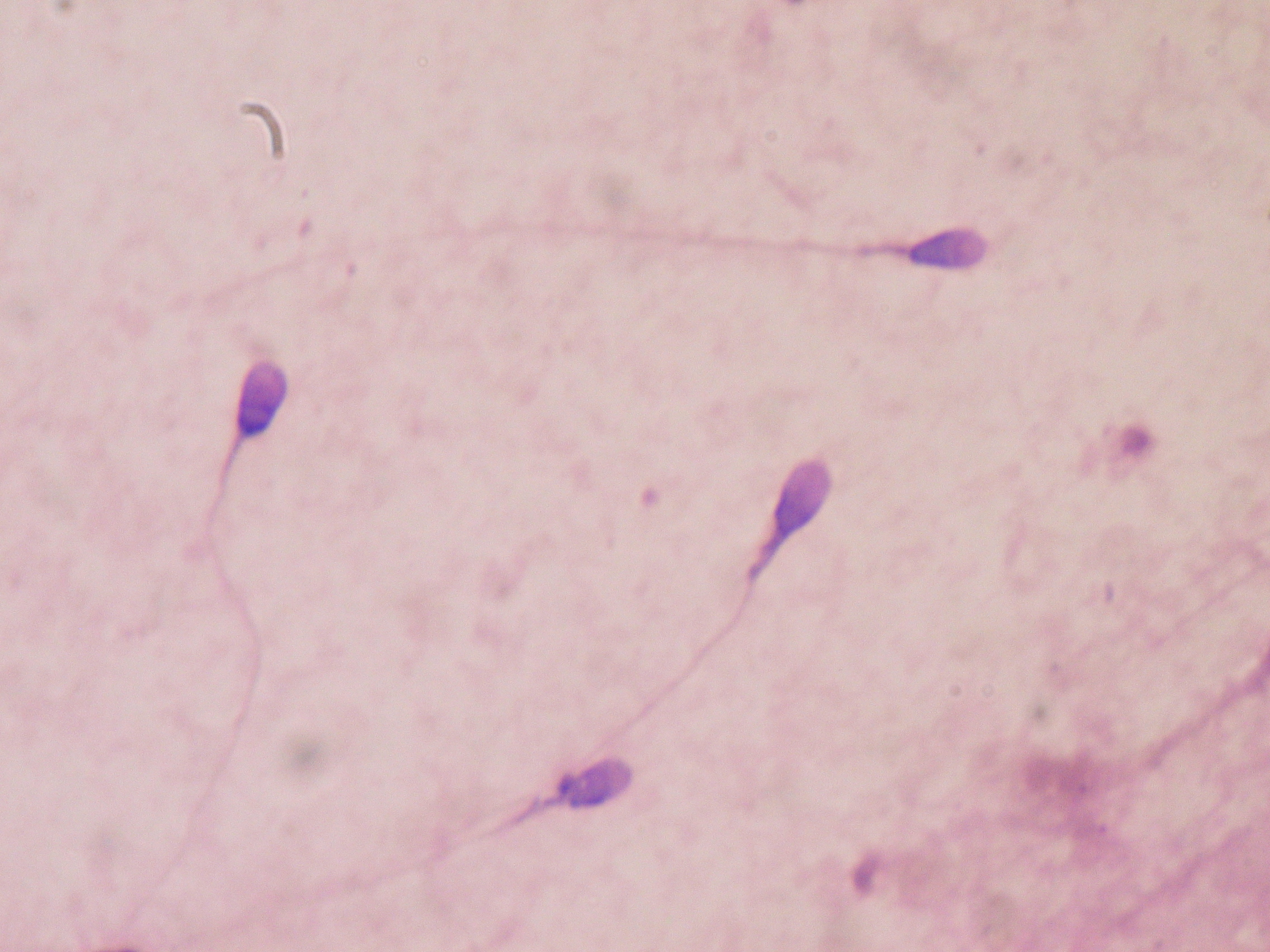
Tinción de esperma humano para análisis del semen.

La baja calidad del semen se determina no solo por la cuantía de los espermatozoides que un hombre produce, sino también por la efectividad de este líquido seminal para fecundar un óvulo. Para esta función son muy importantes la movilidad y la morfología de los espermatozoides. A un hombre con semen de baja calidad le afectarán a menudo problemas de fertilidad. El diagnóstico puede hacerse mediante un espermiograma.

### Cáncer testicular
La presentación más común del cáncer testicular es un bulto duro e indoloro en uno de los testículos. Puede ser dectado en clínica durante un examen rutinario o por el propio paciente. Los factores de riesgo para cáncer de testículos incluyen: 
- Criptorquidia
- Historia familiar
- Cáncer testicular previo

## Causas
La hipótesis del SDT propone que el desarrollo anormal de los testículos (disgenesia), que puede tener múltiples causas, conduce a una disfunción hormonal o a otros problemas en las células de Leydig y/o en las de Sertoli durante la diferenciación sexual masculina. Las causas de este síndrome pueden ser tanto genéticas como ambientales. En un número significativo de recién nacidos con malformaciones de los genitales no se demuestran defectos cromosómicos, ni algún otro defecto genético. Esto, junto con el rápido aumento en la incidencia de los trastornos relacionados con este síndrome durante decenios recientes, indica que existe una influencia ambiental muy potente.   